# هجوم حلب (سبتمبر–أكتوبر 2016)
يشير هجوم حلب (سبتمبر–أكتوبر 2016) إلى عملية عسكرية شنها الجيش السوري في حلب في نهاية سبتمبر 2016. الهدف من الهجوم كان الإستيلاء علی مناطق من مدينة حلب التي يسطر عليها الجماعات المعارضة المسلحة.
وكان في ذلك الوقت معظم مقاتلي المعارضة المسيطرين علی شرق حلب هم من مقاتلي فتح حلب. وان كان الكثير من مقاتلي أحرار الشام وجبهة النصرة حاضرين أيضا.